# Aether (jeu vidéo)
Aether est un jeu vidéo Flash d'aventure et de réflexion développé par Edmund McMillen et Tyler Glaiel et édité par Armor Games, disponible gratuitement depuis le 3 septembre 2008. Il peut être joué directement sur navigateur web ou être téléchargé. 
Il fait également partie de The Basement Collection, une compilation de jeux flash conçus par Edmund McMillen sortie le 31 août 2012. 
Le joueur contrôle un garçon solitaire qui chevauche un monstre semblable à une pieuvre et qui voyage dans l'espace pour chercher une autre forme de vie. Il se déplace de planètes en planètes en utilisant la langue de ce dernier pour s'accrocher aux nuages et aux astéroïdes. 
Le but du jeu est de résoudre une énigme sur chacune d'entre elles, ce qui aura pour effet de les faire passer du monochrome à la couleur.
Aether est conçu et développé en quatorze jours. Il reçoit des retours positifs de la part de quelques blogs spécialisés en jeux vidéo, qui remarquent son atmosphère et ses visuels inhabituels. Son unique musique de fond est plus diversement appréciée, tandis que ses contrôles sont considérés comme perfectibles. 

## Univers et système de jeu
Aether est un jeu d'aventure spatial aux couleurs pastel délavées, et à la bande son variable consistant en morceaux de piano, de guitare, de synthétiseur et d'instrument de percussion,. Il y a quatre planètes monochromes à la teinte tamisée à visiter. Le joueur contrôle un petit garçon solitaire qui chevauche un monstre qui ressemble à une pieuvre et dont il s'est fait un ami. 
Le mode de déplacement est l'une des spécificités du jeu. Le joueur peut projeter la langue du monstre contre un nuage, auquel elle se collera alors, et ensuite utiliser ce point d'appui pour se balancer et s'élever au-dessus du sol, et, petit à petit, s'extraire du champ gravitationnel de la planète pour voyager dans l'espace, dans lequel il peut s'orienter en utilisant la même méthode sur des astéroïdes. La direction vers laquelle sont les planètes qui n'ont pas encore été visitées est indiquée par des flèches de couleur.
Une fois que le joueur est suffisamment proche d'une planète, il est attiré vers sa surface par sa force de gravité,. Sur chacune d'entre elles - sauf sur la planète de départ, la Terre - il rencontre des personnages qui disent une ou deux phrases plutôt pessimistes et est mis face à une énigme. Certaines d'entre elles utilisent la capacité du monstre à s'accrocher aux objets avec sa langue ; par exemple, sur la planète Gravida, il doit s'accrocher à chacun des cristaux qui se trouvent au cœur de la planète. Résoudre une énigme produit un flash lumineux, change la couleur de la planète et lui donne de l'éclat,,.
À chacune des planètes correspond un morceau de la bande son, qui devient plus audible au fur et à mesure que le joueur s'approche d'elle,; une fois que l'énigme qui lui est propre est résolue, ce morceau s'intègre définitivement à la musique de fond,,.  
L'histoire du jeu décrit un voyage à travers les émotions et les troubles d'un enfant. Après avoir rencontré le monstre, il quitte la Terre sur son dos pour chercher la vie sur d'autres planètes. Il espère pouvoir trouver quelqu'un qui lui ressemble,. Sur Gravida, il rencontre quelqu'un qui se plaint de douleur à l'estomac. Il est suivi par de petites créatures, dont l'une tombe à l'intérieur de la planète ; quoiqu'isolée, elle se console en se disant que personne ne peut la blesser là où elle est. La planète Malaisus est composée d'eau ; un monstre similaire à celui qui sert de monture au joueur y nage au milieu de petits poissons. Il demande au joueur de partir. La planète Bibulon comporte deux visages situés de chaque côté de la planète, l'un content, l'autre en colère. Un monstre à deux visages - l'un heureux, l'autre morose - marche sur sa surface. Quatre lunes se trouvent autour de la planète et chacune prononce une phrase à propos d'un garçon ou d'un homme non-nommé. 
La dernière planète s'appelle Debasa. Elle est entourée par un brouillard verdâtre produit par quatre satellites, au sein duquel la gravité est intense. Deux garçons y sont piégés.
Chaque planète vibre quelque peu après la résolution de son énigme.
Le jeu est terminé une fois que le joueur retourne sur Terre. Celle-ci s'est contractée au point de n'être pas plus grande que le personnage joueur, et elle est détruite lors de l'atterrissage. Le duo atterrit finalement sur la lune, où ils sont libres de choisir leur destinée.

## Développement

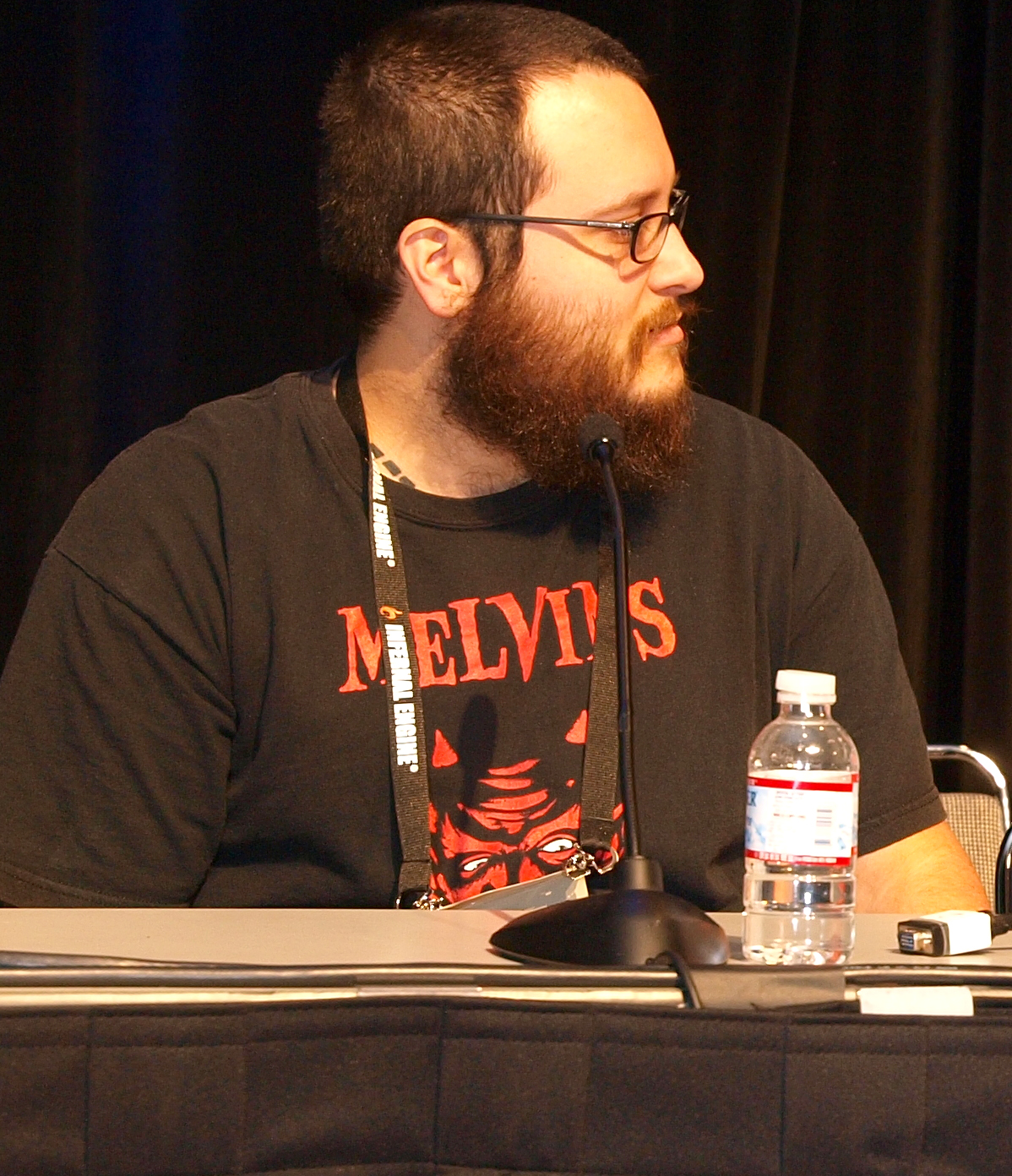
Edmund McMillen, game designer américain.

Le jeu est conçu par Edmund McMillen, qui vient alors de remporter le grand prix de l'Independent Games Festival pour son jeu Gish, et par Tyler Glaiel, qui développe des jeux vidéo Flash pour Newgrounds au sein de son propre studio, Glaiel Games,. Le premier s'occupe de l'histoire et des graphismes, tandis que le second compose la musique et programme. Le jeu est développé en quatorze jours.
Les thèmes abordés par le jeu - la solitude, la nervosité, la peur d'être abandonné ou rejeté - sont inspirés de l'enfance de McMillen. Le voyage à travers l'espace représente l'imagination et la rêverie intérieure, les planètes symbolisent ses peurs, et les personnages qui y vivent sont l'incarnation des démons intérieurs de son enfance. Il est au départ hésitant à publier le jeu car il a l'impression qu'un jeu autant basé sur son expérience personnelle le rend vulnérable. 
Glaiel conçoit le gameplay propre à chaque planète en s'inspirant des émotions que McMillen veut transmettre, mais ignore quelle planète sera reliée à quel sentiment. Il pense que l'absence de planification a été bénéfique à l’atmosphère du jeu.
Les deux développeurs souhaitaient que le jeu soit porté sur WiiWare, la plate-forme de téléchargement intégrée à la Wii. Le jeu est sorti au début de novembre 2008 comme une partie de la compilation de jeux et de comics d'Edmund McMillen, This is a Cry For Help,. 
McMillen décrit Aether comme le prélude à une expérience plus large. 

## Accueil critique
Aether est favorablement accueilli par quelques sites web et blogs spécialisés dans les jeux vidéo, quoique différents testeurs ont émis des réserves quant à la jouabilité. L'histoire est comparée au Petit Prince d'Antoine de Saint-Exupéry,, et les graphismes sont très généralement appréciés.
StaceyG de Jay is Games trouve l’atmosphère très réussie, tout comme la musique; au contraire, Alex Meer de Rock, Paper, Shotgun, qui d'autre part trouve les graphismes agréables, qualifie d'irritante l'unique boucle jouée au piano. 
Les avis sont plutôt négatifs, mais encourageant, au sujet de la jouabilité. Les testeurs font remarquer que les énigmes ne sont pas claires, ce qui est accentué par le fait que les habitants de chaque planète ne réagissent pas du tout à leurs résolutions,. Le déplacement à l'aide de la langue de la monture du personnage principal est qualifiée de maladroite par StaceyG, tandis que Derek Yu, le rédacteur en chef de TIGSource, regrette que les contrôles, qu'il trouve parfois brillants, soient de qualité si inégales. Il considère que si Aether est étendu à un jeu plus ambitieux, et que les contrôles sont améliorés, cela pourrait donner naissance à « quelque chose de mieux que très bon ».
Aether reçoit une mention honorable lors de l'IndieCade de 2009.